# Провидение
 Тази статия е за богословското понятие.  За предприятието вижте Провидение (предприятие).  
Провидението или Божественото провидение е намесата на Бог във Вселената, според богословието на християнството и юдаизма.
Обикновено се разграничава общата функция на Провидението – ролята на Бог в постоянното поддържане на съществуването и естествения ред на Вселената – от извънредната намеса на Бог в живота на хората, към която се отнасят и чудесата.